# Raphael (cantante spagnolo)
Raphael, all'anagrafe Miguel Rafael Martos Sánchez (Linares, 5 maggio 1943), è un cantante e attore spagnolo di fama internazionale.
Nel 1962 ha vinto il Festival de la Canción de Benidorm con Llevan. Tra i suoi più grandi successi degli anni sessanta ci sono Yo soy aquel, Cuando tú no estás, Mi gran noche, Digan lo que digan, Tema de amor, Estuve enamorado, Desde aquel día, Huapango torero, Sandunga e Llorona.
Ha rappresentato il suo paese all'Eurofestival due volte, nel 1966 si classifica settimo con Yo soy aquél, mentre nel 1967 è sesto con Hablemos del amor. È anche noto per aver interpretato la versione in lingua spagnola della Ballata della tromba di Nini Rosso, intitolata Balada de la trompeta. All'inizio degli anni ottanta rinnova la sua popolarità con ¿Qué tal te va sin mí?, Como yo te amo, En carne viva e Estar enamorado.

## Biografia
Figlio di Francisco Martos, e di sua moglie, Rafaela Sánchez, a nove mesi, con la sua famiglia, si trasferì a Madrid e iniziò la sua carriera di cantante a tre anni, ricevendo i soprannomi di "Ruiseñor de Linares", "El Niño de Linares" e "El Divo de Linares". Un anno dopo si unì a un coro infantile e a nove anni fu riconosciuto como la migliore voce infantile d'Europa al Festival di Salisburgo.

### Primi successi
Raphael ha iniziato la sua carriera come cantante con l'etichetta Philips. I suoi primi singoli furono Te voy a contar mi vida e A pesar de todo. Raphael iniziò a essere conosciuto a livello internazionale fin dall'inizio per la sua espressione del viso e del corpo, dal momento che a ogni canzone tende ad assumere gesti altamente drammatici.
Nel 1962 ha vinto tre primi premi al Festival Internacional de la Canción de Benidorm con il brano Llevan, Inmensidad e Tu conciencia. Dopo essere stato brevemente legato all'etichetta Barclay, firmò un contratto con la Hispavox, dove ha iniziato un lungo sodalizio artistico con il regista e poi sigillo orchestratore Waldo de los Ríos e il compositore spagnolo Manuel Alejandro. Nel 1966 e 1967 rappresentò la Spagna al Eurovision Song Contest con le canzoni Yo soy aquél (a Lussemburgo) e Hablemos del amor (a Vienna) occupando rispettivamente il settimo e il sesto posto.

### Popolarità internazionale
Decine di tour mondiali lo hanno portato a cantare più e più volte nei teatri più importanti del mondo. Il 25 ottobre 1970 è apparso nel talk show The Ed Sullivan Show. Nel 1975 ha recitato nel suo show su TVE dal titolo El mundo de Raphael. Nel 1980 gli è stato assegnato il disco di uranio per aver superato i 50 milioni di dischi venduti in tutto il mondo.
Nel 1987 lasciò la Hispavox e ha firmato un contratto con la Columbia (ora Sony Music). Nel 1991 ha ottenuto un grande successo con la canzone "Escándalo". Questa canzone composta da Willy Chirino è diventata un classico nel repertorio di Raphael, che ha cantato con Raffaella Carrà, anche con Azúcar Moreno e nel 2009 ha registrato un duetto con David Bisbal.
Nel 2000 Raphael ha recitato nella versione spagnola del musical Jekyll & Hyde per sette mesi. Il 29 giugno 2009 Raphael ha festeggiato 50 anni di carriera con un concerto storico nella Plaza de Toros de Las Ventas a cui hanno partecipato diverse grandi stelle della musica spagnola come Miguel Bosé, Ana Belén e Victor Manuel, Alaska, David Bisbal e tanti altri.

### Salute
Dal 1985 Raphael è stato colpito da epatite B, malattia aggravata dall'abuso di alcol. Nell'aprile 2003 è stato sottoposto a trapianto, diventando un sostenitore attivo per la donazione di organi. La convalescenza è stata sorprendente per la sua pronta guarigione, e Raphael ha annunciato che era il principio di "una seconda vita".

## Vita privata
Raphael è sposato con la giornalista e scrittrice Natalia Figueroa; i due hanno tre figli: Jacobo, Alejandra e Manuel. Quest'ultimo è sposato con la figlia di José Bono, ex presidente del Congresso. Amelia Bono y Manuel Martos hanno tre figli: Jorge, Manuel e Gonzalo. Inoltre, Raphael ha altri quattro nipoti: Manuela, Carlos, Nicolás e Julia.

## Discografia

### Album in studio
- 1965: Raphael - Álbum EMI Music / Hispavox
- 1966: Canta... (BSO "Cuando Tú No Estás") - Álbum EMI / Hispavox
- 1967: Al Ponerse El Sol (BSO Film) - Álbum EMI / Hispavox
- 1967: Digan lo que digan (BSO Film) - Álbum EMI Music / Hispavox
- 1968: El Golfo (BSO Film) - Álbum EMI Music / Hispavox
- 1969: Raphael (también editado como "Hacia el éxito") - Álbum Fontana / Phonogram (España)
- 1969: Más Raphael (compilación) - Sicamericana, S.A. (Argentina), bajo licencia de Hispavox
- 1969: El Ángel (recopilación de temas de la película "El ángel") - Álbum Orion/Ifesa (Ecuador), bajo licencia de Hispavox
- 1969: Aquí! - Álbum EMI Music / Hispavox
- 1970: Raphael Live At The Talk Of The Town - Álbum EMI Music / Hispavox
- 1970: Aleluya... - Álbum EMI Music / Hispavox
- 1970: Sin Un Adiós ("Aleluya..." versión Estados Unidos) - United Artist Latino Records
- 1970: Corazón, Corazón (Compilación) - EMI Hispavox - Gamma (México) [No editado en España]
- 1971: Algo Más - Álbum EMI Music / Hispavox
- 1972: Volveré A Nacer - Álbum EMI Music / Hispavox
- 1973: Le Llaman Jesús - Álbum Zzelesta - Hispavox / Parnaso Records
- 1973: From Here On... (En inglés) - Álbum Zzelesta/Parnaso(EE. UU.)
- 1974: Raphael - Álbum Zzelesta - Hispavox / Parnaso Records
- 1974: Qué Dirán De Mí... - Álbum Zzelesta - Hispavox / Parnaso Records [No editado en España]
- 1974: Amor mío - Álbum Zzelesta - Hispavox / Parnaso Records
- 1974: No eches la culpa al gitano - 1 Tema (Álbum Juntos Para Ayudar) UNICEF/EMI Music
- 1975: Recital Hispanoamericano (Raphael y Los Gemelos) - Álbum EMI Music / Hispavox
- 1976: Con El Sol De La Mañana - Álbum EMI Music / Hispavox
- 1976: Raphael... Canta - Álbum EMI Music / Hispavox
- 1977: El Cantor - EMI Hispavox - Gamma (México) [No editado en España]
- 1977: Canciones de México por Raphael (Compilación) - EMI Hispavox - Gamma (México) [No editado en España]
- 1978: Una Forma Muy Mía De Amar - Álbum EMI Music / Hispavox
- 1980: Y... Sigo Mi Camino - Álbum EMI Music / Hispavox
- 1980: Vivo Live Direct (20 Años En Escena) - Doble Álbum - EMI Music / Hispavox
- 1981: En carne viva - Álbum EMI
- 1982: Ayer, Hoy, Siempre - Álbum EMI Music / Hispavox
- 1983: Enamorado De La Vida - Álbum EMI Music / Hispavox
- 1983: El Gavilán - Álbum EMI / Love Records (Rodven, Venezuela)
- 1984: Eternamente tuyo - Álbum EMI Music / Hispavox
- 1985: Yo Sigo Siendo Aquél - Álbum EMI Music / Hispavox
- 1986: Toda una vida - Álbum EMI Music / Hispavox
- 1988: Las apariencias engañan - Álbum CBS Records International
- 1989: Maravilloso Corazón, Maravilloso - Álbum Epic/CBS Records International
- 1990: Andaluz - Álbum Epic/Sony Music International
- 1991: Raphael - 30 Aniversario (1961-1991) (doble compilación)- Álbum EMI-Capitol / Hispavox
- 1992: Ave Fénix - Álbum Epic/Sony Music International
- 1994: Fantasía - Álbum Epic/Sony Music International
- 1995: Desde El Fondo De Mi Alma - Álbum Epic/Sony Music International
- 1997: Punto... Y Seguido - CD Rodven / PolyGram Discos
- 1997: Vete - 1 tema (CD duetos 2 de Nino Bravo) Polydor/Universal Music
- 2000: Yo Soy Aquél - Sus Éxitos Remasterizados - 2 CD (Compilación) - EMI Music / Hispavox
- 2001: Jekyll & Hyde - CD Pygmalion / EMI - Hispavox
- 2001: Maldito Raphael - CD EMI - Hispavox
- 2003: De Vuelta - CD EMI - Hispavox
- 2004: Vuelve Por Navidad - CD EMI
- 2005: Para Todos - 2 CD (recopilación) EMI
- 2005: Maravilloso Raphael - 2 CD + 1 DVD EMI/Sony/BMG/RTVE
- 2006: A que no te vas - 1 tema (CD Rocío... Siempre - con Rocío Jurado)
- 2006: Cerca De Ti - CD + DVD - EMI Odeon
- 2008: Music Ages Volumen 1: Raphael - (compilación Philips) Music Ages
- 2008: Raphael 50 Años Después - CD + DVD - EMI
- 2008: Yo Soy Aquél... Los Éxitos (Compilación) - Sony Music International
- 2008: Raphael Celebrando 40 Años en México, Volumen 1 (8 CD) - EMI Music - México
- 2008: Raphael: 50 Años Después (CD + DVD + Libro) - Sony / BMG - España
- 2009: Raphael Celebrando 40 años en México, Volumen 2 (8 CD) - EMI Music - México
- 2009: ¡Viva Raphael! - 3 CD + 1 DVD - EMI Music
- 2009: Raphael En Directo Y Al Completo - 1 CD + 1 DVD - Sony/RTVE
- 2010: Te Llevo En El Corazón - 3 CD + 1 DVD - Sony Music
- 2011: Te Llevo En El Corazón - Esencial - CD + DVD - Sony Music
- 2012: El Reencuentro - CD + DVD
- 2012: El Reencuentro - En Directo Teatro de la Zarzuela CD + DVD
- 2013: Mi Gran Noche- CD - Sin Anestesia
- 2013: Mi Gran Noche - 50 Éxitos De Mi Vida. 3 CD's + DVD
- 2014: De Amor & Desamor
- 2015: Sinphónico

### EP
- 1962: Tú, cupido
- 1962: Llevan
- 1962: Quisiera
- 1962: Cuando calienta el sol
- 1963: Tu Conciencia
- 1966: Dis-moi Lequel (Francia)
- 1967: Nocturne (Francia)
- 1969: El barco del amor
- 1969: Huapango torero
- 1969: El ángel

## Filmografia
| Anno | Titolo                                       | Personaggio    |
| ---- | -------------------------------------------- | -------------- |
| 1963 | Las gemelas                                  | Cantante       |
| 1966 | Cuando tu no estás                           | Raphael        |
| 1967 | Al ponerse el sol                            | David Alonso   |
| 1968 | Digan lo que digan                           | Raphael        |
| 1969 | El golfo                                     | Pancho         |
| 1969 | El ángel                                     | --             |
| 1970 | Sin un adiós                                 | Mario          |
| 1973 | Volveré a nacer                              | Álex           |
| 1975 | Rafael en Raphael                            | Raphael        |
| 1978 | Donde termina el camino                      | --             |
| 1981 | Ritmo, amor y primavera                      | Raphael        |
| 2000 | Jekyll & Hyde                                | Jekyll y Hyde  |
| 2010 | Raphael: una historia de superación personal | autobiografico |
| 2015 | Mi gran noche                                | Alphonso       |